# Rockefellerowie

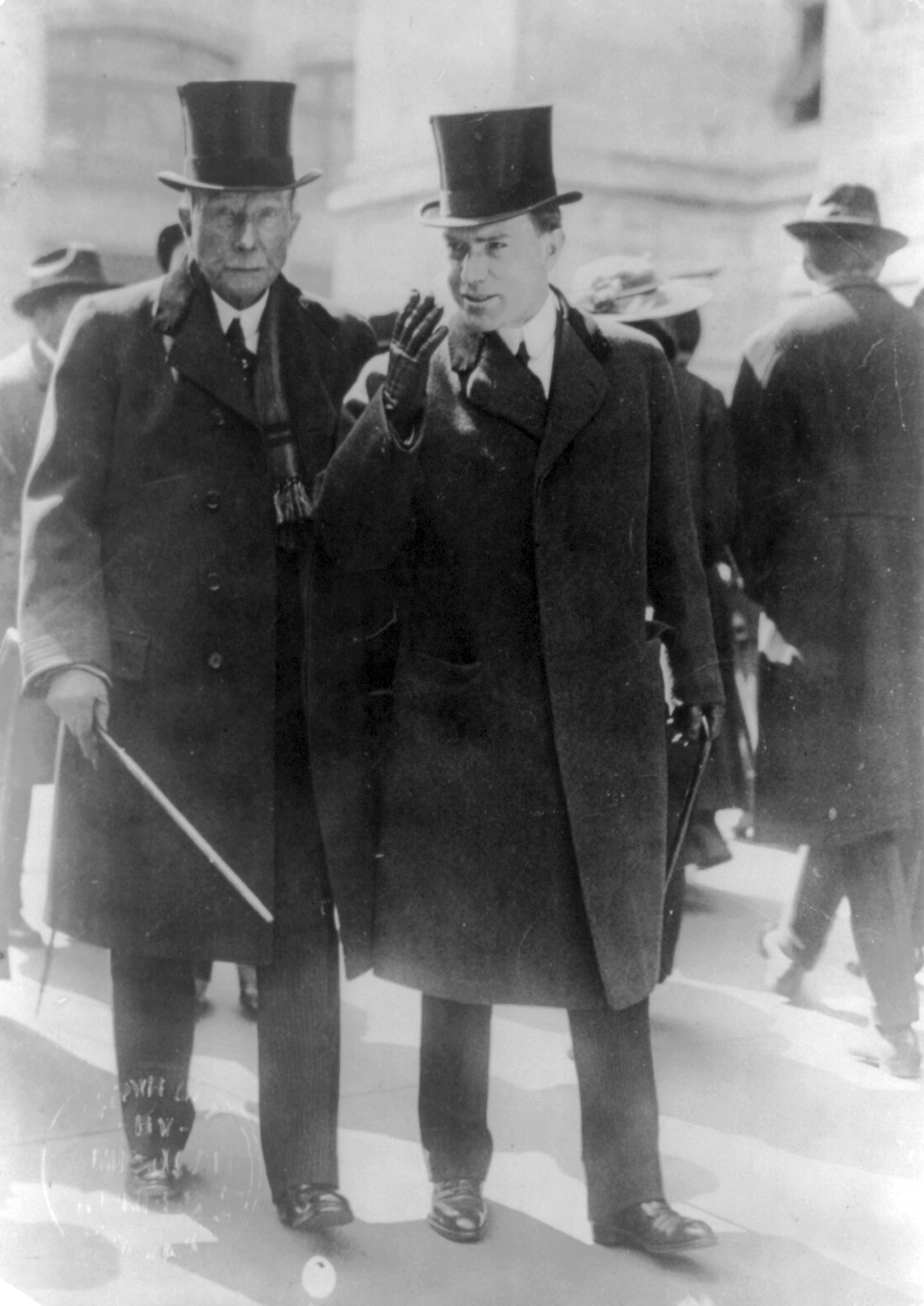
John D. Rockefeller z synem – 1915 r.

Rockefellerowie – amerykańska rodzina przedsiębiorców i filantropów pochodzenia niemieckiego. Jej współczesna historia rozpoczyna się wraz z osobą Johna D. Rockefellera, który wraz ze swym bratem Williamem założył jedno z największych przedsiębiorstw przemysłu naftowego Standard Oil Co. Przedsiębiorstwo w maksymalnym rozkwicie, przypadającym na koniec XIX wieku, w 1880 r. przerabiało 95% ropy naftowej wydobywanej w Stanach Zjednoczonych. Rodzina ta znana jest w USA ze swej współpracy finansowej z bankiem Chase Manhattan Bank, teraz JP Morgan Chase. 
Swą fortunę wykorzystali do ustanowienia licznych instytucji pożytku publicznego, m.in. Fundację Rockefellera oraz rozwój idei tzw. think tanków – Council on Foreign Relations.

## Historia
Historię rodziny można prześledzić do wczesnego XVII wieku, kiedy to zamieszkiwali Neuwied w Nadrenii. Amerykańska odnoga rodu wywodzi się od żyjącego w latach 1681-1763 Johanna Petera Rockefellera, który około 1723 roku wyemigrował do Filadelfii (wówczas na terenie Trzynastu kolonii), później zaś został plantatorem i właścicielem ziemskim w Somerville i Amwell (Prowincja New Jersey). 